# 阿薩米斯 (波斯將軍)
阿薩米斯或稱作波斯的阿薩米斯（?—前333年），為波斯阿契美尼德帝國大流士三世時的奇里乞亞總督。
前331年，當亞歷山大大帝東征時，阿薩米斯與其他波斯總督在格拉尼庫斯河戰役和馬其頓聯軍作戰，戰敗後阿薩米斯退回自己的總督轄區守護。當亞歷山大率軍往奇里乞亞前進時，阿薩米斯有意放棄塔爾索而逃，塔爾索的市民擔心阿薩米斯撤退前會先對城市施行焦土政策，暗自向亞歷山大透漏消息。亞歷山大得知情形後，以騎兵和輕裝部隊全速向塔爾索前進，迫使阿薩米斯還尚未破壞城市前就逃到大流士三世處。
阿薩米斯之後參與伊蘇斯戰役，統領波斯騎兵部隊，戰死於河旁。